# الرباة (يبعث)

تعديل مصدري - تعديل

الرباة هي إحدى قرى عزلة يبعث بمديرية يبعث التابعة لمحافظة حضرموت، بلغ تعداد سكانها 156 نسمة حسب تعداد اليمن لعام 2004.